# Lliris Picó i Carbonell
Lliris Picó i Carbonell   (Ibi, 1972) és una escriptora valenciana en llengua catalana.

## Biografia
Els seus primers records infantils estan marcats pels anys passats a diferents pobles d'Àvila per qüestions laborals del pare. La infància viscuda a Castella es veu reflectida en algunes de les obres de l'autora. Més tard l'autora es trasllada al Comtat; s'instal·la a Muro d'Alcoi amb la seua família i estudia BUP en l'institut de Cocentaina. Estos anys d'adolescència, viscuts en ple apogeu de la Llei d'ús i ensenyament del valencià, determinen la vocació lingüística de l'escriptora, qui, acabat COU en l'institut d'Ibi, on la família retorna definitivament en 1989, cursa estudis de Filologia Catalana en la Universitat d'Alacant.
És llicenciada en filologia catalana per la Universitat d'Alacant. Treballa en la Delegació d'Alacant de l'Institut d'Estudis Catalans, on fa tasques d'administració, dinamització lingüística i gestió cultural. Ha publicat diversos estudis i articles sobre l'obra poètica de Gaspar Jaén en revistes com a Caràcters i El Aiguadolç.
Ha col·laborat amb alguns mitjans de premsa escrita, com per exemple el diari Información o El País, publicant diversos articles i relats, i el diari El Punt Avui on ha publicat una columna periòdica en l'espai “Fil d'aranya” entre el 2011 i final del 2014; últimament col·labora en Diari La Veu.
Una de les grans aficions de Lliris Picó és viatjar. Ha visitat diverses ciutats d'Europa, així com també el Marroc i Turquia i ha fet estades a Colòmbia i a Bolívia, on van nàixer dos dels seus tres fills. Estos tres, Joan, Carles i Eulàlia, són una altra de les passions de l'escriptora, que ha tractat, en totes les seues obres, el tema de la maternitat, analitzada des del punt de vista de l'adopció i de la maternitat biològica, que són les dues formes en què ella mateixa l'ha viscuda.
Actualment, també treballa com a professora associada en el departament de filologia catalana de la Universitat d'Alacant, en graus com a magisteri infantil, magisteri primària, grau en humanitats i en traducció i interpretació, que va començar a impartir des de l'any 2017.
És difícil deslligar l'obra literària de Lliris Picó de la seua trajectòria vital. La mateixa autora afirma que els seus interessos i motius literaris es troben en el món que l'envolta, en les persones, els fets i els records que ho han fet ser com i qui és.
A més, totes les novel·les de Lliris Picó tenen un denominador comú: en totes elles trobem personatges que pateixen petites o grans penes quotidianes: una adolescent espantada, un esquizofrènic, una dona frustrada, un immigrant musulmà desorientat en terra estranya, etc.

## Obra
Lliris Picó Carbonell ha publicat les obres següents
- Helena: un record sempre és mentida (Columna, 2002)
- Les ales de la memòria (Marfil, 2003)
- L'olor dels crisantems (Tres i Quatre, 2005)
- Claus de serp (Marfil, 2007)
- Moisés, estigues quiet (Edicions del Bullent, 2015)
- 6000 estúpids i 10 més (Efímer, 2014; obra col·lectiva)
- Ventalls de paper (Edicions del Bullent, 2019)
- El vell i el far (Fundació Bromera per al foment de la lectura, 2019)
- Valencia: Llengua 4 ESO (Luis Vives, 2008)
- Valencia: Llengua 4 º 0 ESO (Valenciano) (Proposta Didáctica) (Luis Vives, 2008)

## Premis
A més ha rebut numerosos premis:
- VI Premi Octubre de Sant Vicent del Raspeig, de narrativa (1998): Les ales de la memòria.
- Premi 25 d'abril Vila de Benissa, de narrativa curta (2001): Helena: un record sempre és mentida.
- Finalista en el V Certamen de narrativa en valencià Ciutat de Sagunt (2003): Claus de serp.
- Premi de Narrativa Antoni Bru Ciutat d'Elx (2004): L'olor dels crisamtems.
- Premi Enric Valor de narrativa juvenil de Picanya (2014): Moisés, estigues quiet.
- Premi de la Crítica dels Escriptors Valencians de narrativa juvenil (2016): Moisés, estigues quiet.